# 岡田幸子
岡田幸子（日语：岡田 幸子，4月5日—），日本女性配音員。Raccoon Dog所屬。出身於島根縣。身高166cm。A型血。

## 經歷
Pro-Fit聲優養成所畢業。2022年4月1日因Pro-Fit於前一天3月底結束經營，現在是Raccoon Dog所屬。

## 人物
擅長方言：廣島方言。興趣：玩拳擊機。特長：作飯糰。

## 演出作品

### 電視動畫
2005年
- 韋駄天翔（男孩子）

2006年
- 後天的方向。（附近居民）
- 歡迎加入N·H·K！（兒童）
- 雙面騎士 ～Le Chevalier D'Eon～（小孩）
- 奏光之Strain（受理人員）
- RED GARDEN（老闆娘）

2007年
- 校園烏托邦 學美向前衝！（平尾老師、學生）
- 絶望先生（藤吉晴美的母親）
- 向陽素描（灰姑娘的姊姊1）

2008年
- 死後文（女學生）
- SKIP BEAT！華麗的挑戰（採訪記者）
- 野良耳（日语：のらみみ）（半田少年、古山妻）

2009年
- 香格里拉（綾子、義弘的母親、小孩A、女性記者、聲音）
- 大正野球娘。（健作）

2010年
- 神隱之狼（老奶奶）
- 夢色蛋糕師SP Professional（女性顧客A）

2011年
- 純白交響曲（體育老師）

2012年
- 夏雪之約（購物節目主持人）
- 冰菓（丸田）
- 最後流亡 -銀翼的飛夢-（先任少年兵）

2013年
- 來自風平浪靜的明天（粥廠大嬸）
- LoveLive！（常客、國語老師）

2014年
- 信長協奏曲

2016年
- 學戰都市Asterisk（招待客C）
- Qualidea Code（舞姬的親戚）

2017年
- 小林家的龍女僕（2017年－2021年，老婆婆、女性記者、監視員、女性教師、店長）2系列
- 活擊 刀劍亂舞
- 18if（經紀人）

2018年
- 愛吃拉麵的小泉同學（店員B）
- 多田君不戀愛（用務員、觀光客）
- 魔法少女網站（房東、國語教師、看護師B）

2019年
- 格林筆記 The Animation（阿姨）
- 流汗吧！健身少女（當地民、主婦）

2020年
- 戀愛中的小行星（竹）
- 魔法紀錄 魔法少女小圓外傳（紗奈的母親）
- 富豪刑事 Balance:UNLIMITED（阿姨）
- 半妖的夜叉姬（村人）
- 在魔王城說晚安（雪人殺手）

2021年
- 致不滅的你（莉祖母）
- Fairy蘭丸（地井的新娘）
- 指尖傳出的真摯熱情2 -戀人是消防員-（女性公務員B）

2022年
- 終末的後宮（女性B）
- RPG不動產（街上的民眾）
- 點滿農民相關技能後，不知為何就變強了。（完玲）

2023年
- 物之古物奇譚（阿姨、田村）
- 不當哥哥了！（老闆娘）
- 白聖女與黑牧師（女性）
- 國王排名 勇氣的寶箱（女性）
- 葬送的芙莉蓮（阿婆）

2024年
- 地下城中的人（特倫特）
- 聽說你們要結婚！？（北川景子）

### OVA
2007年
- ICE（女僕）

### 電影動畫
2018年
- 劇場版 中二病也想談戀愛！-Take On Me-（從業員）

### 遊戲
2006年
- BLOOD+ 雙翼之戰鬥輪舞曲（日语：BLOOD+ 双翼のバトル輪舞曲）（女學生）

2008年
- 萌明星 ～萌東大英文補習班～（日语：もえスタ 〜萌える東大英語塾〜）（B子）

2014年
- （忍者）

### 廣播劇CD
- 異界繁盛記雛屋商店（日语：異界繁盛記ひよこや商店）（黑太、艾琳）
- 天魔黑兔2 ～<<月亮>>升起的午休時間～（酒井母）
- 貧窮老鼠夢見起司（日语：窮鼠はチーズの夢を見る）（西村美咲）
- 少年陰陽師 天狐篇 第一卷 ～在緋紅的天空中翱翔～（昭吉的母親）
- 鐵道娘（日语：鉄道むすめ）（老奶奶、美雪的母親）
- 波族傳奇（日语：ポーの一族）（百合惠）
- 少女劍士茱莉亞（日语：マスケティア・ルージュシリーズ） 第二卷 ～白之王妃～（少年槍手）
- 烈風的騎士姬（召使少年）

### 電視節目
- （使用者）
- TV主角 ～石川瞳篇～（主婦）

### 其它
- 柏青哥遊戲 監獄 JACK（傑克）
- UFO夾娃娃機（日语：UFOキャッチャー）

## 外部連結
- Raccoon Dog公式官網的聲優簡介 （页面存档备份，存于） （日語）